# Stipa saurica
Stipa saurica är en gräsart som beskrevs av Kotukhov. Stipa saurica ingår i släktet fjädergrässläktet, och familjen gräs. Inga underarter finns listade i Catalogue of Life.